# Haut-Mauco
Pour les articles homonymes, voir Mauco.
Haut-Mauco (en gascon Mau Còrn Haut) est une commune du Sud-Ouest de la France, située dans le département des Landes (région Nouvelle-Aquitaine).
Ses habitants sont les Haut-Maucois et Haut-Maucoises.

## Géographie

### Localisation
Commune située dans le Pays de Marsan, au sud-ouest de Mont-de-Marsan, aux confins de la forêt des Landes et de la région agricole de la Chalosse.

### Communes limitrophes
Les communes limitrophes sont  Aurice, Bas-Mauco, Benquet, Campagne, Saint-Perdon et Saint-Pierre-du-Mont.
| Saint-Perdon | Saint-Pierre-du-Mont |         |
| Campagne     | Haut-Mauco           | Benquet |
| Aurice       | Bas-Mauco            |         |

### Climat
Pour des articles plus généraux, voir Climat de la Nouvelle-Aquitaine et Climat des Landes.
Historiquement, la commune est exposée à un climat océanique aquitain.  
En 2020, Météo-France publie une typologie des climats de la France métropolitaine dans laquelle la commune est exposée à un climat océanique et est dans la région climatique  Aquitaine, Gascogne, caractérisée par une pluviométrie abondante au printemps, modérée en automne, un faible ensoleillement au printemps, un été chaud (19,5 °C), des vents faibles, des brouillards fréquents en automne et en hiver et des orages fréquents en été (15 à 20 jours).
Pour la période 1971-2000, la température annuelle moyenne est de 12,9 °C, avec une amplitude thermique annuelle de 14,3 °C. Le cumul annuel moyen de précipitations est de 1 065 mm, avec 12,5 jours de précipitations en janvier et 7,3 jours en juillet. Pour la période 1991-2020, la température moyenne annuelle observée sur la station météorologique la plus proche, située sur la commune de Mont-de-Marsan à 8 km à vol d'oiseau, est de 13,8 °C et le cumul annuel moyen de précipitations est de 918,1 mm,. Pour l'avenir, les paramètres climatiques de la commune estimés pour 2050 selon différents scénarios d'émission de gaz à effet de serre sont consultables sur un site dédié publié par Météo-France en novembre 2022.

## Urbanisme

### Typologie
Au 1er janvier 2024, Haut-Mauco est catégorisée commune rurale à habitat dispersé, selon la nouvelle grille communale de densité à sept niveaux définie par l'Insee en 2022.
Elle est située hors unité urbaine. Par ailleurs la commune fait partie de l'aire d'attraction de Mont-de-Marsan, dont elle est une commune de la couronne,. Cette aire, qui regroupe 101 communes, est catégorisée dans les aires de 50 000 à moins de 200 000 habitants,.

### Occupation des sols

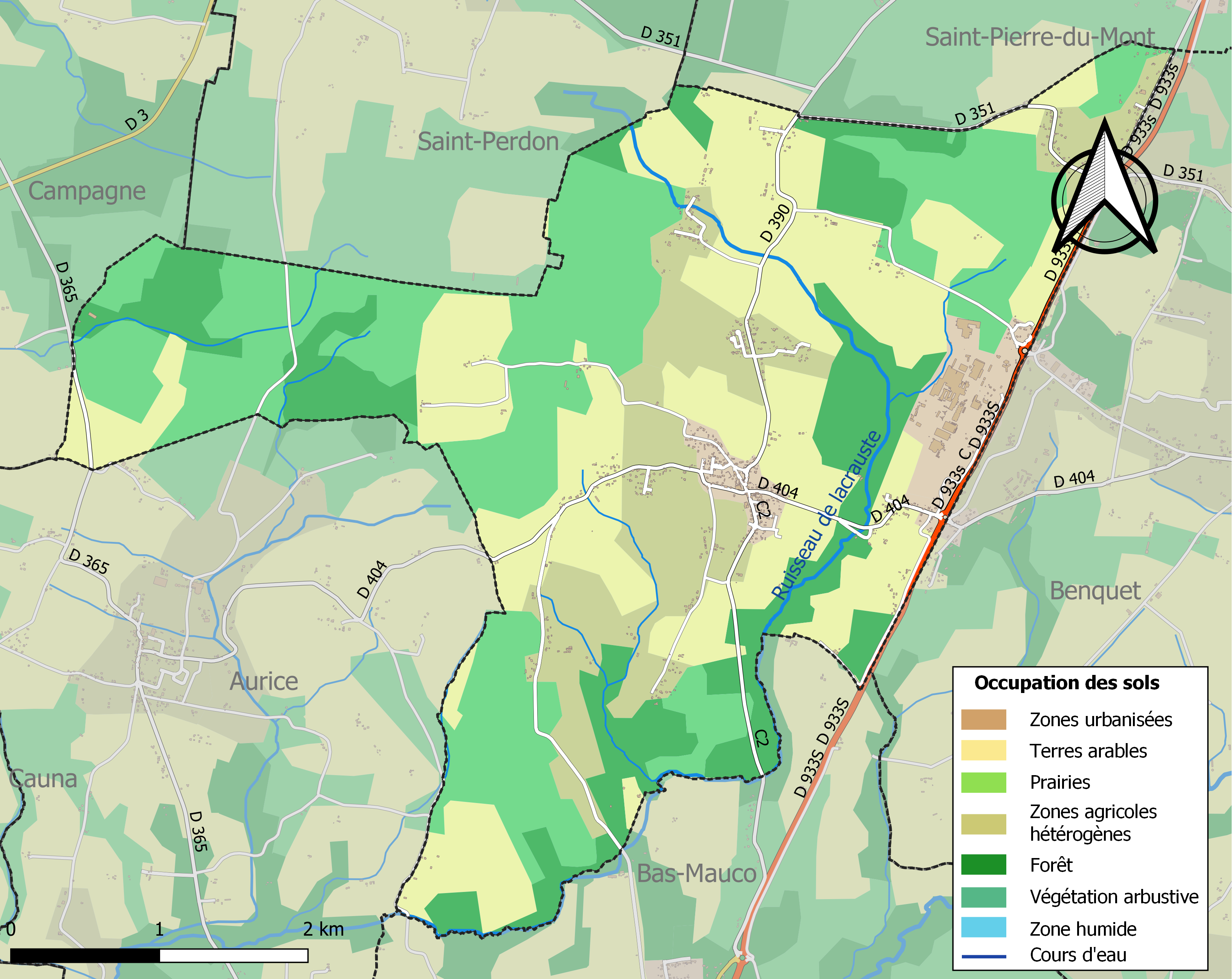
Carte des infrastructures et de l'occupation des sols de la commune en 2018 (CLC).

L'occupation des sols de la commune, telle qu'elle ressort de la base de données européenne d’occupation biophysique des sols Corine Land Cover (CLC), est marquée par l'importance des territoires agricoles (48,5 % en 2018), en augmentation par rapport à 1990 (41 %). La répartition détaillée en 2018 est la suivante : terres arables (33,7 %), milieux à végétation arbustive et/ou herbacée (29,8 %), forêts (16,9 %), zones agricoles hétérogènes (14,8 %), zones urbanisées (2,5 %), zones industrielles ou commerciales et réseaux de communication (2,2 %). L'évolution de l’occupation des sols de la commune et de ses infrastructures peut être observée sur les différentes représentations cartographiques du territoire : la carte de Cassini (XVIIIe siècle), la carte d'état-major (1820-1866) et les cartes ou photos aériennes de l'IGN pour la période actuelle (1950 à aujourd'hui).

### Risques majeurs
Le territoire de la commune d'Haut-Mauco est vulnérable à différents aléas naturels : météorologiques (tempête, orage, neige, grand froid, canicule ou sécheresse), feux de forêts, mouvements de terrains et séisme (sismicité faible). Il est également exposé à deux risques technologiques,  le transport de matières dangereuses et  le risque industriel. Un site publié par le BRGM permet d'évaluer simplement et rapidement les risques d'un bien localisé soit par son adresse soit par le numéro de sa parcelle.

#### Risques naturels
Haut-Mauco est exposée au risque de feu de forêt. Depuis le 20 avril 2016, les départements de la Gironde, des Landes et de Lot-et-Garonne disposent d’un règlement interdépartemental de protection de la forêt contre les incendies. Ce règlement vise à mieux prévenir les incendies de forêt, à faciliter les interventions des services et à limiter les conséquences, que ce soit par le débroussaillement, la limitation de l’apport du feu ou la réglementation des activités en forêt. Il définit en particulier cinq niveaux de vigilance croissants auxquels sont associés différentes mesures,.
Les mouvements de terrains susceptibles de se produire sur la commune sont des tassements différentiels.

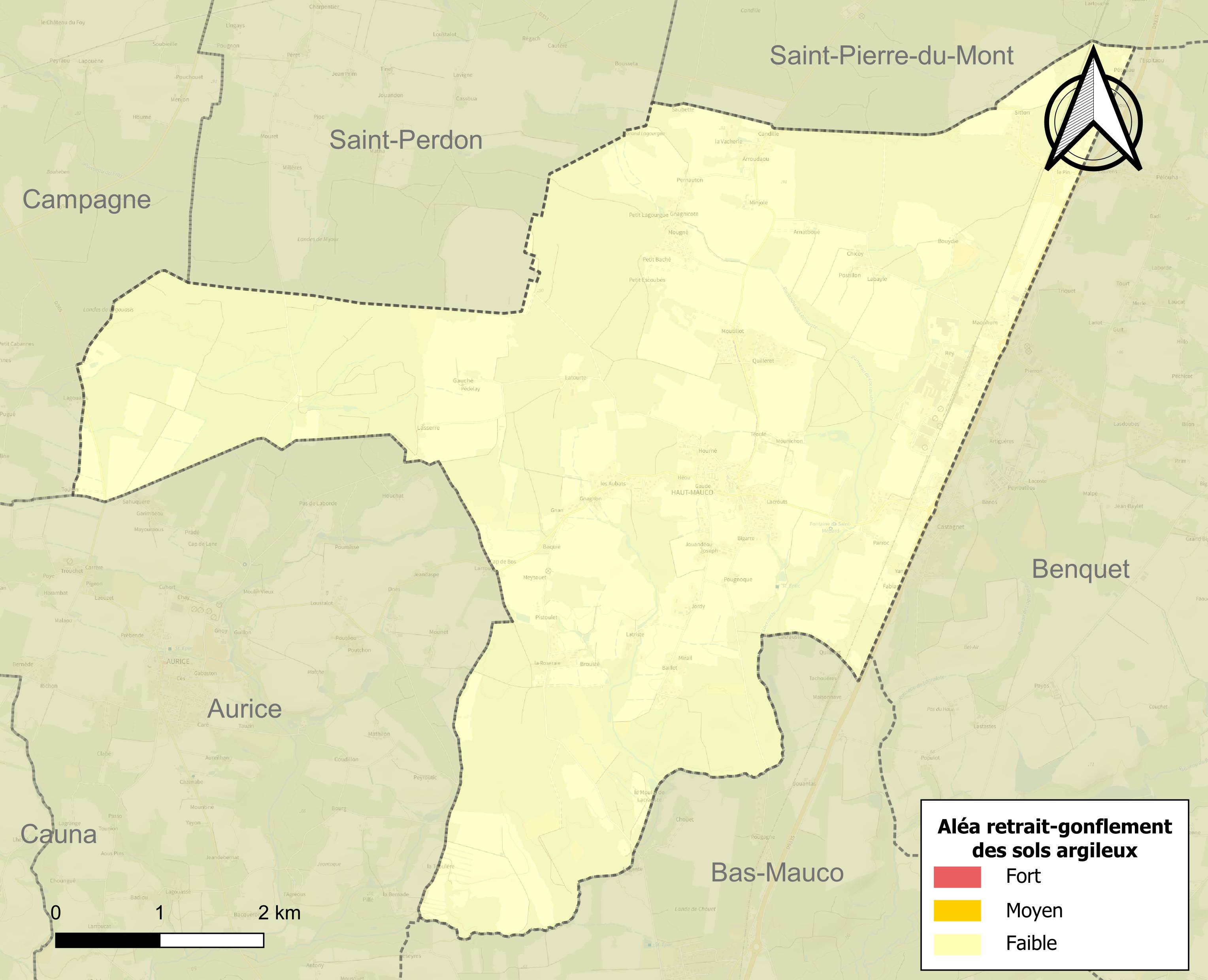
Carte des zones d'aléa retrait-gonflement des sols argileux d'Haut-Mauco.

Le retrait-gonflement des sols argileux est susceptible d'engendrer des dommages importants aux bâtiments en cas d’alternance de périodes de sécheresse et de pluie. Aucune partie du territoire de la commune n'est en aléa moyen ou fort (19,2 % au niveau départemental et 48,5 % au niveau national). Sur les 406 bâtiments dénombrés sur la commune en 2019,  aucun n'est en aléa moyen ou fort, à comparer aux 17 % au niveau départemental et 54 % au niveau national. Une cartographie de l'exposition du territoire national au retrait gonflement des sols argileux est disponible sur le site du BRGM,.
La commune a été reconnue en état de catastrophe naturelle au titre des dommages causés par les inondations et coulées de boue survenues en 1999, 2009 et 2018 et par des mouvements de terrain en 1999

#### Risques technologiques
La commune est exposée au risque industriel du fait de la présence sur son territoire d'une entreprise soumise à la directive européenne SEVESO.
Le risque de transport de matières dangereuses sur la commune est lié à sa traversée par une ou des infrastructures routières ou ferroviaires importantes ou la présence d'une canalisation de transport d'hydrocarbures. Un accident se produisant sur de telles infrastructures est susceptible d’avoir des effets graves sur les biens, les personnes ou l'environnement, selon la nature du matériau transporté. Des dispositions d’urbanisme peuvent être préconisées en conséquence.

## Toponymie
Même chose que la commune voisine de Bas-Mauco, mau còrn désigne un «  mauvais coin, un mauvais endroit ». C'est sans doute l'attraction du mot gascon còr (« cœur »), qui entretient l'ambiguïté. Nom médiéval désignant probablement un lieu à défricher ou une terre peu fertile.

## Histoire
L'histoire de Haut-Mauco est liée à celle de Bas-Mauco, les deux localités formant la même commune de Mauco jusqu'en 1793.

## Politique et administration
| Période                                  | Période  | Identité               | Étiquette | Qualité                        |
| ---------------------------------------- | -------- | ---------------------- | --------- | ------------------------------ |
| 1989                                     | 2014     | Pierre-Noël Ithurralde | SE        | Gérant de société              |
| mars 2014                                | En cours | Gilbert Lanne          | DVG       | Technicien agricole spécialisé |
| Les données manquantes sont à compléter. |          |                        |           |                                |

## Jumelages
Monteagudo (Espagne) depuis 1997.

## Démographie
| 1793 | 1800 | 1806 | 1821 | 1831 | 1836 | 1841 | 1846 | 1851 |
| ---- | ---- | ---- | ---- | ---- | ---- | ---- | ---- | ---- |
| 415  | 243  | 245  | 506  | 481  | 521  | 505  | 502  | 514  |

| 1856 | 1861 | 1866 | 1872 | 1876 | 1881 | 1886 | 1891 | 1896 |
| ---- | ---- | ---- | ---- | ---- | ---- | ---- | ---- | ---- |
| 524  | 513  | 520  | 537  | 551  | 528  | 495  | 512  | 500  |

| 1901 | 1906 | 1911 | 1921 | 1926 | 1931 | 1936 | 1946 | 1954 |
| ---- | ---- | ---- | ---- | ---- | ---- | ---- | ---- | ---- |
| 485  | 513  | 501  | 512  | 517  | 455  | 506  | 473  | 505  |

| 1962 | 1968 | 1975 | 1982 | 1990 | 1999 | 2005 | 2006 | 2010 |
| ---- | ---- | ---- | ---- | ---- | ---- | ---- | ---- | ---- |
| 514  | 552  | 550  | 621  | 628  | 721  | 753  | 760  | 809  |

| 2015 | 2020 | 2022 | - | - | - | - | - | - |
| ---- | ---- | ---- | - | - | - | - | - | - |
| 937  | 981  | 991  | - | - | - | - | - | - |

## Économie
À Haut-Mauco est implanté le siège de l'entreprise Maïsadour.

## Lieux et monuments
- Manoir de Candille, ancien pavillon de chasse de l'époque Empire. Deux ailes sont ajoutées en 1890[23].

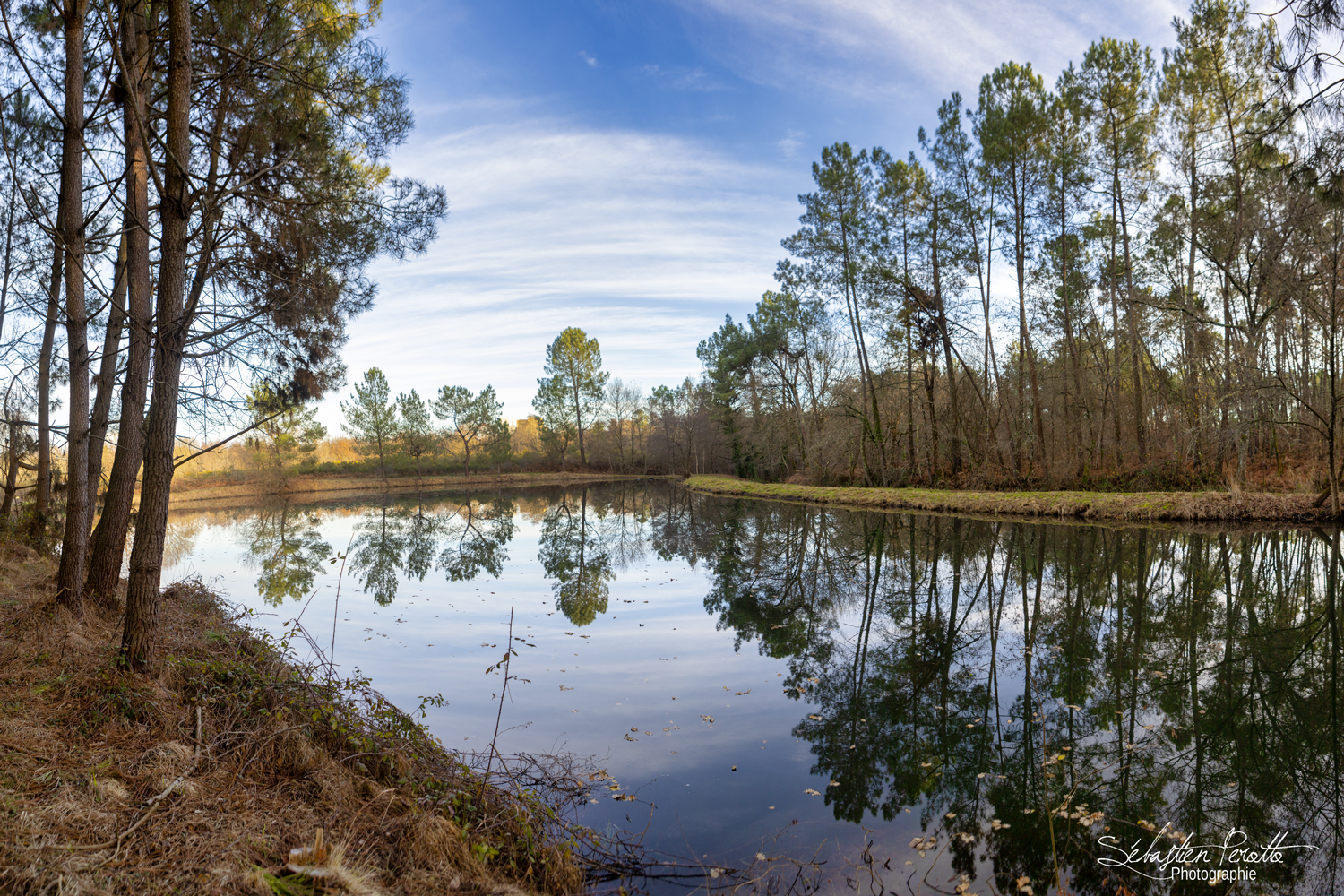
L’étang de Mounichon, récemment acquis par la commune, cet étang est un lieu paisible qui invite à la détente.  - Étang communal de Mounichon, dans la campagne Haut-Maucoise.
- L'église Saint-Médard de Haut-Mauco date de 1872. Elle est en partie reconstruite avec les matériaux d'une église plus ancienne de la commune. Elle est de style néo-classique et sa façade a été restaurée en 2019[23].

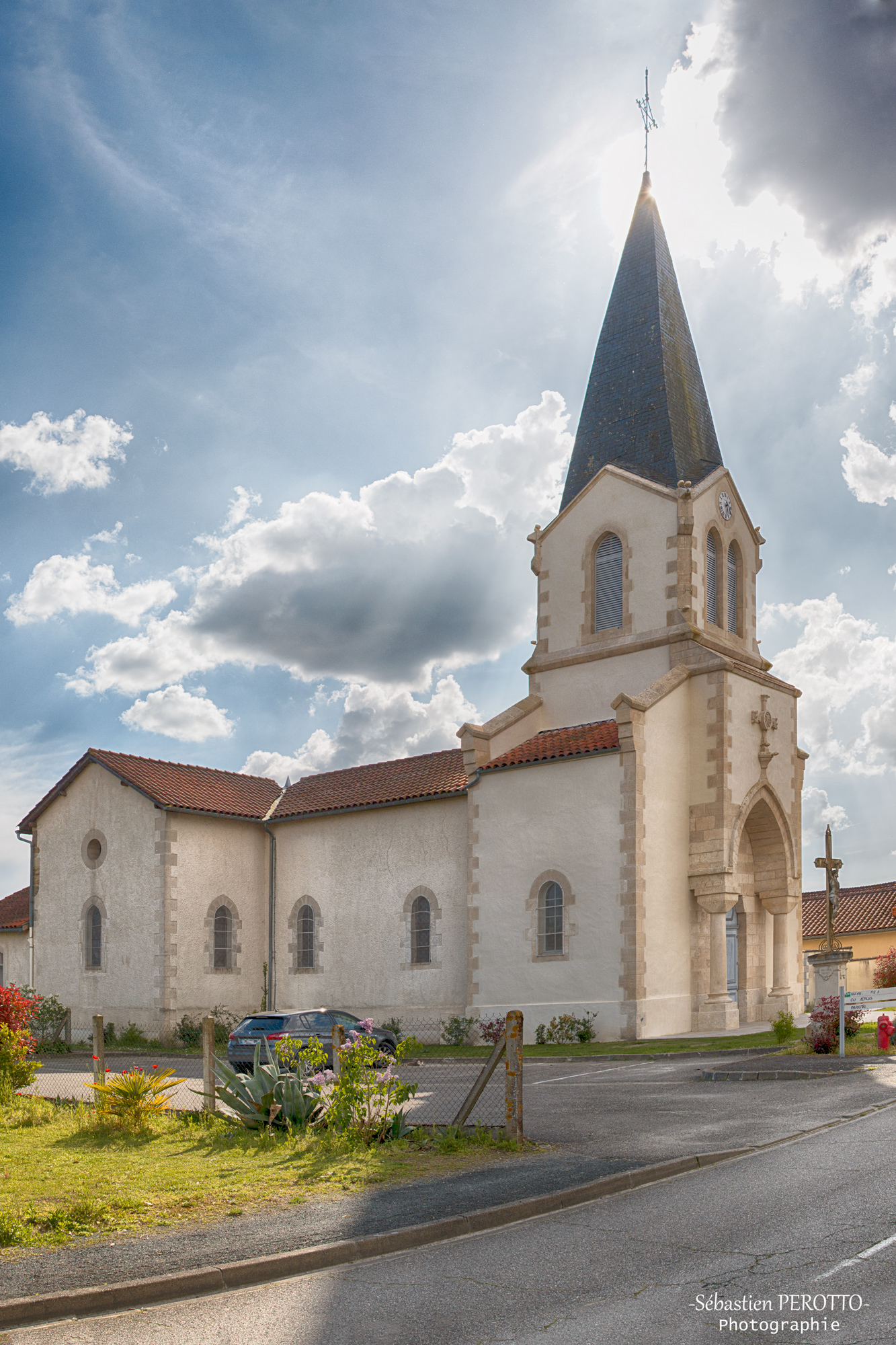
Église Saint-Médard de Haut-Mauco.

- Fontaine Saint-Médard.
- Fontaine de Bayonne.

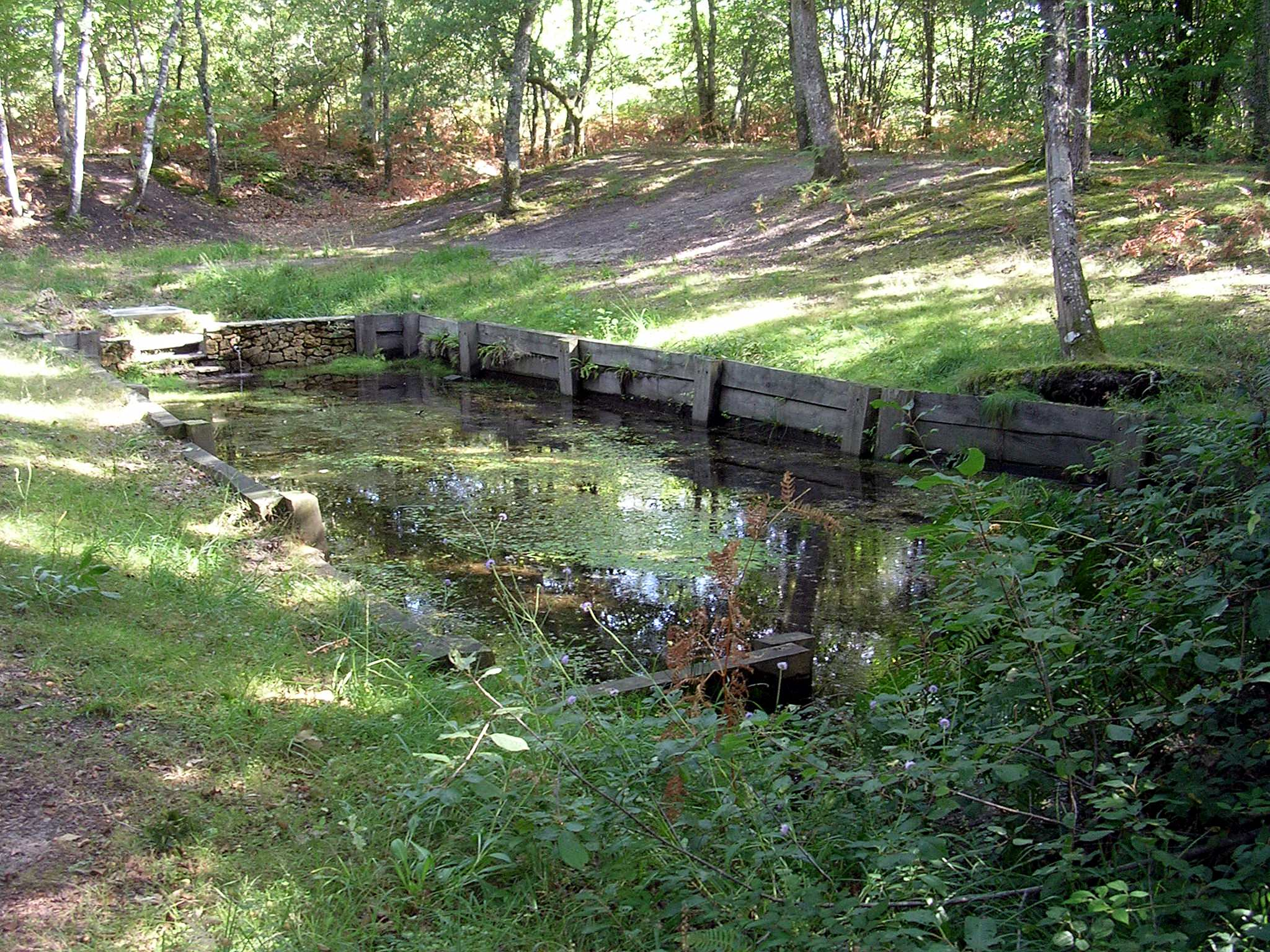
Fontaine de Bayonne à Haut-Mauco.
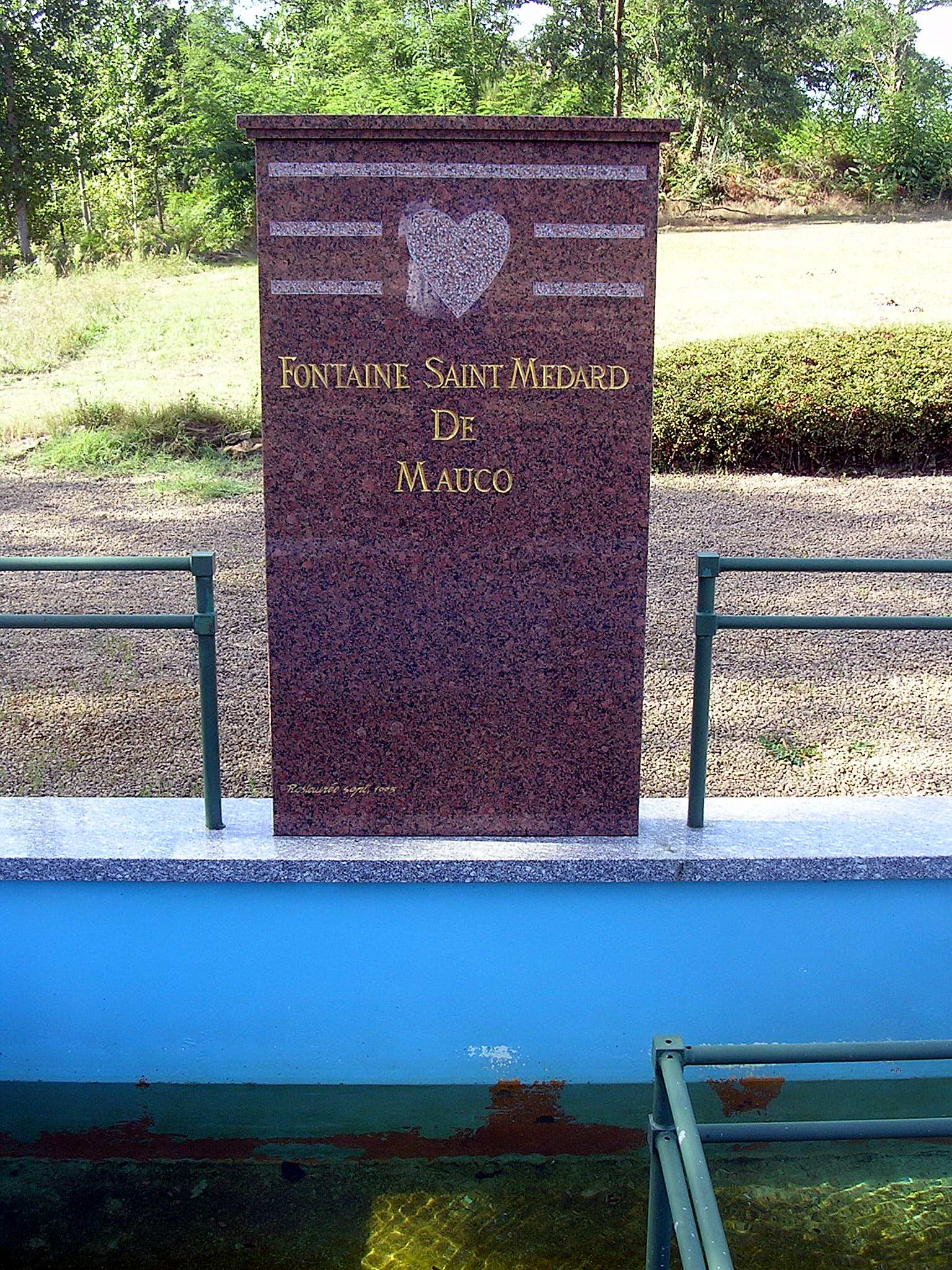
Fontaine Saint-Médard à Haut-Mauco.

- Ancienne gare de Haut-Mauco sur la ligne de ligne de Dax à Mont-de-Marsan

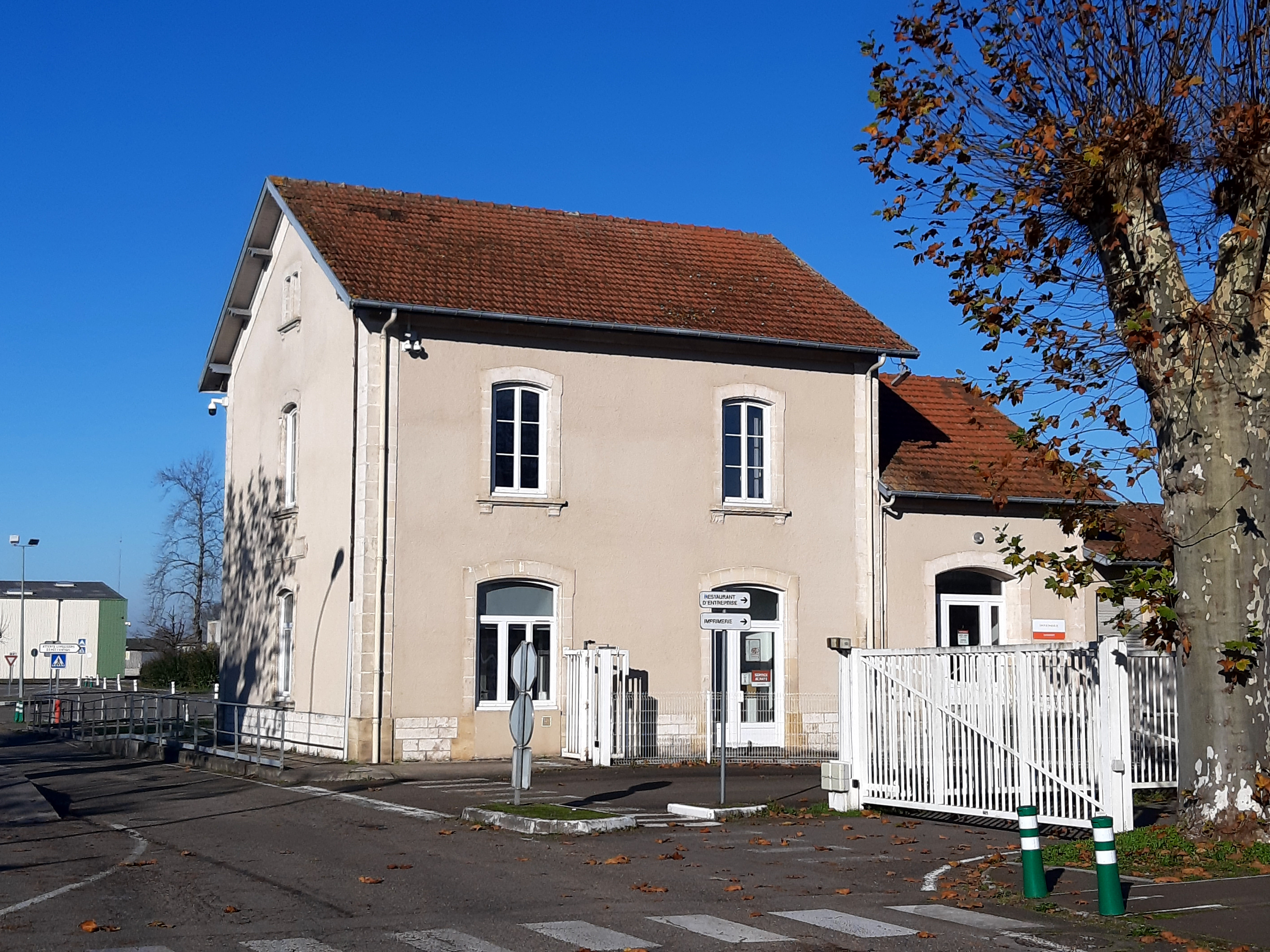

## Vie pratique

### Enseignement
Haut-Mauco dispose d'une école maternelle et primaire.

### Culture
- Fêtes patronales le 2e dimanche de juin[23].

### Activités sportives
- Moto-cross le week-end de Pâques.